# Jean-Baptiste Barrière
Jean-Baptiste Barrière (Burdeos, 2 de mayo de 1707-París, 6 de junio de 1747), más conocido bajo el nombre de Jean Barrière, fue un violonchelista y compositor francés.

## Carrera musical
Barrière estudió en principio la viola de arco y publicó un conjunto de sonatas para este instrumento. Sin embargo, con el tiempo resultó ser un habilidoso violonchelista. En aquella época, en Francia, el violonchelo estaba a punto de eclipsar la viola en popularidad, antes de acabar para reemplazarla completamente, como ya había pasado en Italia 40 años antes. Se convirtió en un virtuoso del violonchelo, uno de los más conocidos de su tiempo.
En 1731, se trasladó a París y entra en la Académie Royale de Musique, es decir entra en la Ópera, por un salario anual de 445 libras. En Fontainebleau, el rey Luis XV le concede, el 22 de octubre de 1733, privilegios especiales para componer y publicar durante seis años varias sonatas y otros trabajos instrumentales. Uno de sus alumnos más conocidos fue el conde de Guergorlay, señor de Trousily. Después del éxito de su primer libro, Sonatas pour violoncelle te basse continue - Livre I, de noviembre de 1733, hizo aparecer una segunda edición en 1740. Su Libro II fue publicado en 1735.
En 1736 se trasladó a Italia para estudiar cerca del célebre violonchelista italiano Francesco Alborea, conocido bajo el nombre de «Franciscello», quién durante este tiempo parece haber tocado también en Viena de 1726 a 1739. Emprendió una girada suplementaria en Italia, en abril de 1737, y volvió a París en verano de 1738 para participar a el Concierto Spirituel el 15 de agosto y el 8 de septiembre, donde impresionó su auditorio por su «gran precisión», según la prensa local. En 1739, le fue concedido un nuevo privilegio de 12 años en Versailles, que fue publicado el 5 de enero de 1740. Ese mismo año publicó  su Libro III, y en 1741 publicó otros trabajos.
Casi olvidado del gran público de hoy,  Barrière todavía bastante conocido algunos años después de su muerte. Pierre-Louis Daquin de Château-Lyon no vaciló al hablar así de él: «el famoso Barrière, muerto hace todavía poco de tiempo, poseía todo el que se puede desear... pocas personas podrían tocar tanto bien como él».

## Estilo
Sus obras son conocidas sobre todo por su sensibilidad, su resonancia emocional y su sonoridad profunda. Algunas de ellas son de una exigencia muy grande en cuanto a la prestación técnica, sobre todo en cuanto a la coordinación de la mano derecha y de la mano izquierda, los movimientos de dedos complicados y a menudo un uso difícil del arco. Hace falta mucha sutileza para ejecutar virtuosamente varias piezas suyas, porque, al mismo tiempo que había integrado elementos del estilo italiano, se encuentra igualmente un rico gusto francés en su discurso musical.

## Composiciones
- Livre I de sonates pour violoncelle et basse continue (1733 París, dedicado al conde Guergolay, señor de Trousily)
- Livre II de sonates pour violoncelle et basse continue (1735 París, dedicado a Madame Jourdain)
- Livre III de sonates pour violoncelle et basse continue  (1739 París)
- Livre IV de sonates pour violoncelle et basse continue  (1740 París)
- Livre V Sonatas pour le Pardessus de Viole avec basse Continue
- Livre VI Sonatas te Pièces pour le Clavecin (1740)